# زابرگا
زابرگا (صربی: Zabrega}} یک منطقهٔ مسکونی در صربستان است که در Pomoravlje District واقع شده‌است.
 زابرگا  ۱٬۲۱۱ نفر جمعیت دارد.